# Oy-Mittelberg
Oy-Mittelberg è un comune tedesco di 4 425 abitanti, situato nel land della Baviera.